# Shiloh Fernandez
Shiloh Thomas Fernandez (Ukiah, 26 februari 1985) is een Amerikaans acteur. Hij speelde onder meer hoofdpersonage Rickie in Deadgirl en Peter in Red Riding Hood.

## Filmografie
| Jaar | Titel                    | Rol             | Notities   |
| ---- | ------------------------ | --------------- | ---------- |
| 2005 | Wasted                   | Kyle            | korte film |
| 2007 | Interstate               | Edgar           |            |
| 2008 | Deadgirl                 | Rickie          |            |
| 2008 | Gardens of the Night     | Cooper          |            |
| 2008 | Cadillac Records         | Phil Chess      |            |
| 2009 | 16 to Life               | Rene            |            |
| 2010 | Happiness Runs           | Jake            |            |
| 2010 | Swerve                   | Daniel          | korte film |
| 2010 | Skateland                | Ritchie Wheeler |            |
| 2011 | Red Riding Hood          | Peter           |            |
| 2012 | Syrup                    | Scat            |            |
| 2012 | Evil Dead                | David           |            |
| 2013 | The East                 | Luca            |            |
| 2014 | White Bird in a Blizzard | Phill           |            |
| 2015 | We are your friends      | Ollie           |            |
| 2015 | Return to sender         | William         |            |

- Biblioteca Nacional de España: XX5425105
- Bibliothèque nationale de France: cb162177125 (data)
- Gemeinsame Normdatei: 1016867778
- International Standard Name Identifier: 0000 0001 1459 0273
- Library of Congress Control Number: no2009157675
- Système universitaire de documentation: 191938920
- Virtual International Authority File: 67162299448520061340